# Bühl bei Aarberg
Bühl bei Aarberg es una comuna suiza del cantón de Berna, situada en el distrito administrativo del Seeland. Limita al norte con la comuna de Hermrigen, al este con Kappelen, al suroeste con Walperswil, y al noroeste con Epsach.
Hasta el 31 de diciembre de 2009 situada en el distrito de Nidau.

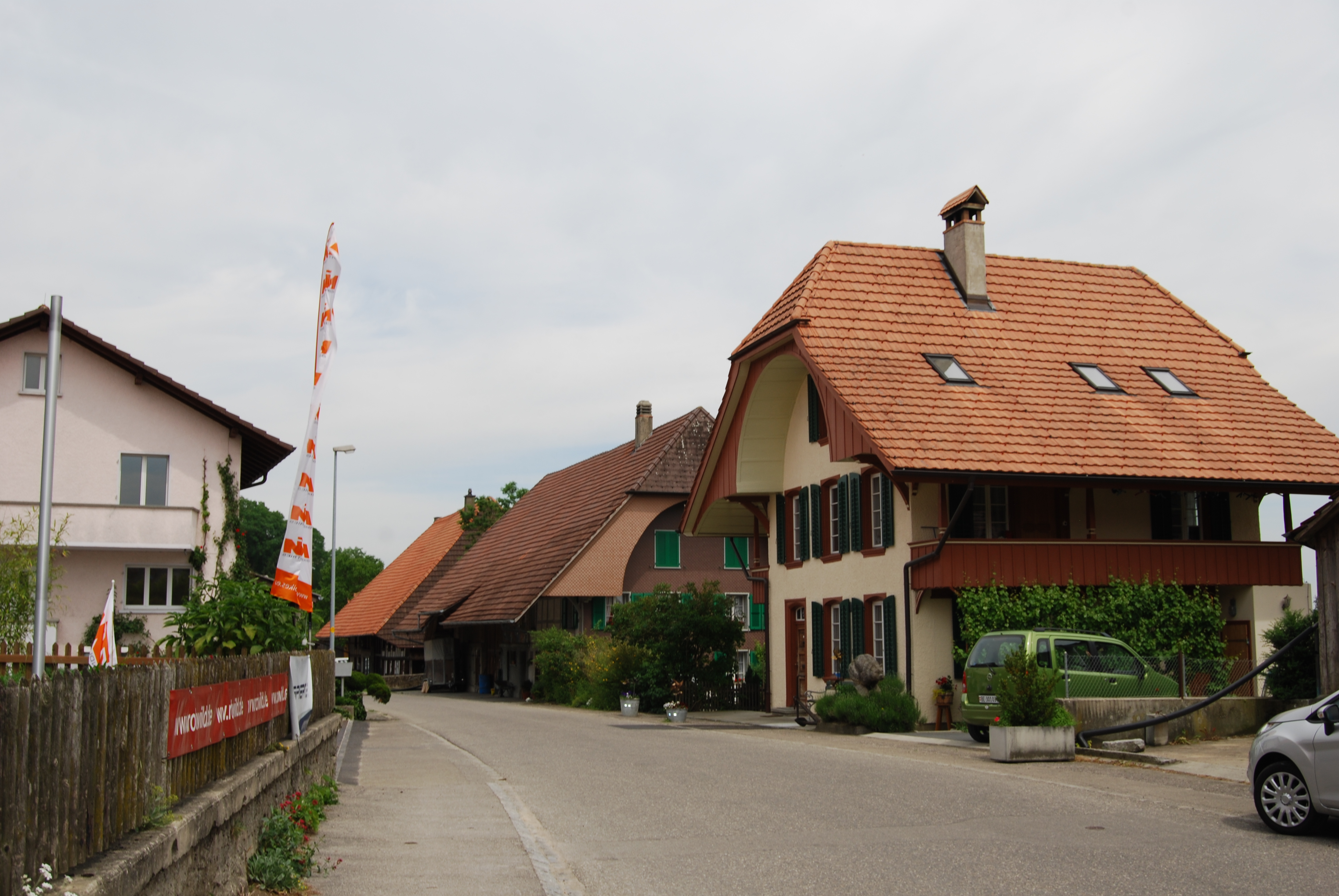
Bühl